# Gorja d'Ironbridge
La gorja d'Ironbridge és una profunda gorja que forma el riu Severn a Shropshire, Anglaterra. Està inscrit a la llista de Patrimoni de la Humanitat des del 1986.
Originalment anomenat el Severn Gorge, la gola ara porta el nom del seu famós Pont de Ferro, el primer pont de ferro del seu tipus al món, i un monument a la indústria que va començar allà. El pont va ser construït el 1779 per unir la ciutat industrial de Broseley amb la ciutat minera més petita de Madeley i el creixent centre industrial de Coalbrookdale.